# 克勉四世
克勉四世（拉丁語：Clemens PP. IV；1190年11月23日—1268年11月29日）本名吉·富爾克斯（Gui Foulques），1265年2月5日當選教宗，同年2月22日即位至1268年11月29日為止。他是第7位法國籍教宗，而在他死後，發生了教會史上最著名且長達三年時間的宗座出缺期。

## 譯名列表
- 四世：天主教香港教區禮儀委員會：禧年專頁（页面存档备份，存于）作。
- 四世：香港天主教教區檔案　歷任教宗作。
- 克雷芒四世：《大英簡明百科知識庫》2005年版[永久]、《世界人名翻譯大辭典》1993年版作克雷芒。